# 小澤征爾
小澤 征爾（おざわ せいじ、1935年〈昭和10年〉9月1日 - 2024年〈令和6年〉2月6日）は、日本の男性指揮者。1973年からボストン交響楽団の音楽監督を29年間務め、2002年 - 2003年のシーズンから2009年 - 2010年のシーズンまでウィーン国立歌劇場音楽監督を務めた。
ウィーン・フィルハーモニー管弦楽団名誉団員、ベルリン・フィルハーモニー管弦楽団名誉団員、ボストン交響楽団桂冠音楽監督、セイジ・オザワ 松本フェスティバル総監督、小澤征爾音楽塾塾長・音楽監督、新日本フィルハーモニー交響楽団桂冠名誉指揮者など。

## 人物・生涯

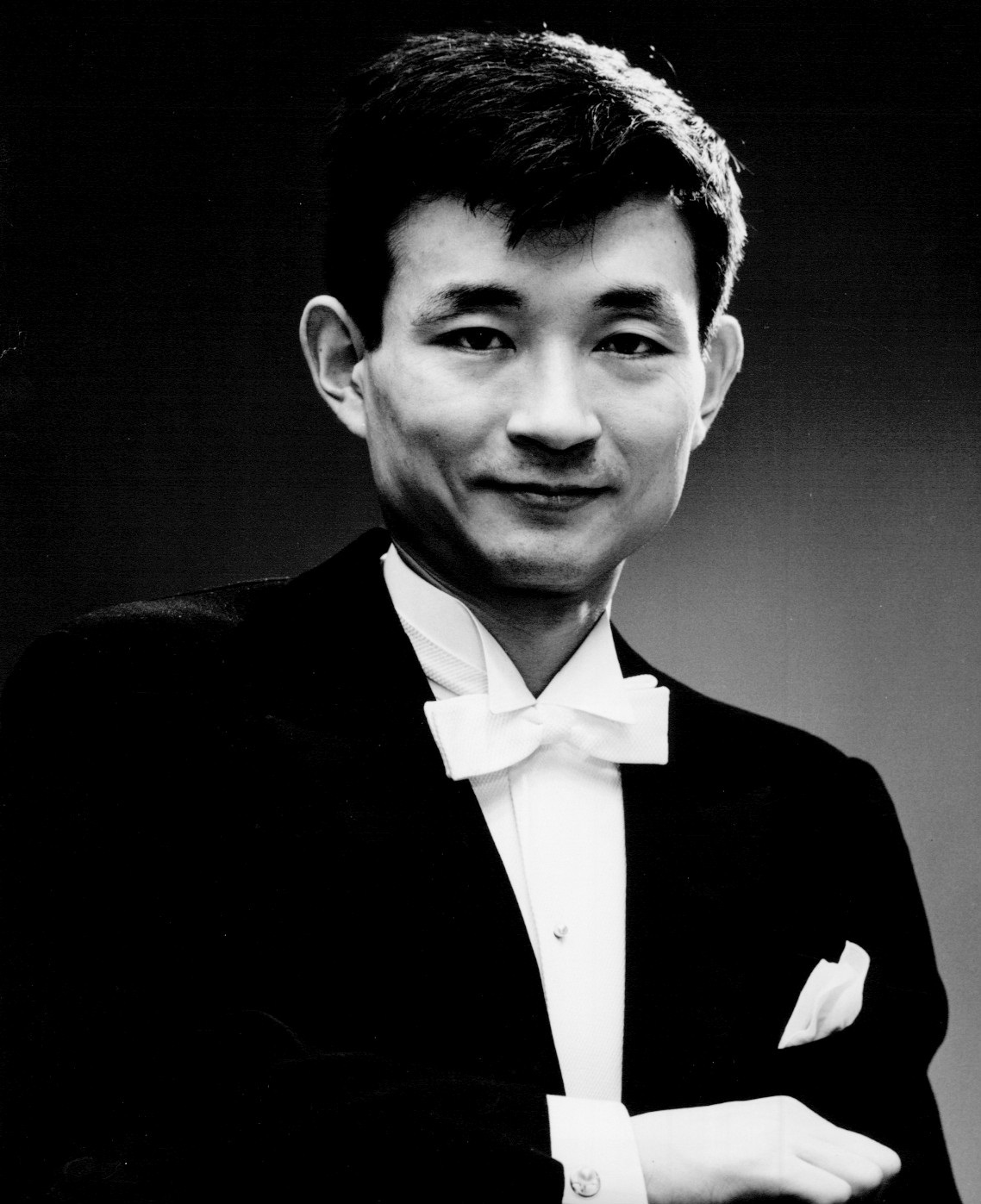
1963年

### 生い立ち
満洲国奉天省奉天市（現：中華人民共和国遼寧省瀋陽市）で生まれる。父小澤開作は歯科医師、満洲国協和会創設者の一人で、同志で満洲事変の中心人物であった板垣征四郎と石原莞爾から一字ずつ貰って第三子を「征爾」と命名した。1941年3月に父を満洲に残したまま母や兄と日本へ戻り、東京府立川市の若草幼稚園に入園する。1942年4月に立川国民学校へ入学する。1945年に長兄でのち彫刻家になる小澤克己からアコーディオンとピアノの手ほどきを受ける。才能を感じた一家は、征爾に本格的にピアノを学ばせようと決意し、横浜市白楽の親類から安価で譲られたピアノをリアカーに縛りつけ、父と長兄の克己と次兄の俊夫が3日かけて立川市の自宅まで運搬した。
1947年に父が友人とミシン会社を始め、神奈川県足柄上郡金田村へ転居する。1948年4月に成城学園中学校へ入学し、小田急小田原線で新松田から成城学園前まで片道2時間かけて通学した。中学ではラグビー部に所属して3番プロップで活動しつつ、豊増昇からピアノを習う。当時はピアニスト志望だったが、ラグビーの雨の試合でスクラム時に右手人差し指を骨折してピアノを断念する。1950年秋に東京都世田谷区代田へ転居し、以後1951年から1952年は東京都世田谷区経堂、1952年から1955年は東京都渋谷区笹塚、1955年から1959年は神奈川県川崎市幸区戸手町、それぞれで育つ。

### 1950年代
1951年に成城学園高校へ進学して齋藤秀雄の指揮教室に入門し、齋藤の肝煎りで設立された桐朋女子高校音楽科へ第1期生として1952年に入学する。同門に秋山和慶、山本直純、羽仁協子、久山恵子がいる。癇癪持ちの齋藤から指揮棒で叩かれたり楽譜を投げつけられたりするなど体罰を日常的に受け、ストレスのあまり小澤は自宅の本箱のガラス扉を拳で殴りつけ、大怪我をした。1955年に齋藤が教授を務める桐朋学園短期大学音楽学部へ進学して1957年夏に卒業する。夏期の卒業は、肺炎を患い卒業試験を受験できず、のちに追試を受けて卒業が認められたことからであるが、療養期間中は仲間がどんどん仕事をしたりマスメディアに出演したりするのを見て焦りと嫉妬に苦しんだ。このとき父から「嫉妬は人間の一番の敵だ」と言われて嫉妬心を殺す努力をしたことが後になって大変役立った、と語る。
短大卒業後、1957年頃から齋藤の紹介で群馬交響楽団で指揮棒を振り始めて北海道演奏旅行で指揮者を担当する。1957年12月に日本フィルハーモニー交響楽団第5回定期演奏会のラヴェル『子供と魔法』で、渡邉暁雄の下で副指揮者を務める。1958年に「フランス政府給費留学生」の試験を受けたが不合格となるも、成城学園時代の同級生の父である水野成夫らの援助で渡欧資金を調達する。
1959年2月1日から、スクーター、ギターとともに貨物船で単身フランスへ渡る。このとき、アシスタントの小澤を失うことを恐れた齋藤から渡欧に猛反対を受けたが、桐朋の父兄会や水野成夫らから支援を得て、約45万円相当の1200ドルを餞別として受けた。パリ滞在中の1959年に、第9回ブザンソン国際指揮者コンクール第1位。ヨーロッパのオーケストラに多数客演。指揮者のヘルベルト・フォン・カラヤンに師事。1960年、アメリカ・ボストン郊外で開催されたバークシャー音楽祭（現：タングルウッド音楽祭）でクーセヴィツキー賞を受賞。指揮者のシャルル・ミュンシュに師事。1961年ニューヨーク・フィルハーモニック副指揮者に就任。指揮者のレナード・バーンスタインに師事。同年ニューヨーク・フィルの来日公演に同行。カラヤン、バーンスタインとの親交は生涯に渡り築かれた。

### 1960年代
1961年にNHK交響楽団（N響）の指揮者に招かれ指揮活動を開始するが、感情的な軋轢のためN響からボイコットを受ける。小澤はたった一人で指揮台に立つという苦い経験をさせられ、指揮者を辞任する。このため日本では音楽活動をしないと決めて渡米した。（32年後の1995年1月にNHK交響楽団と共演した。）（後述）
1964年、シカゴ交響楽団（当時の指揮者はジャン・マルティノン）によるラヴィニア音楽祭の指揮者が急病により辞退。急遽、ニューヨークにいた小澤が開催数日前に招聘され音楽監督として音楽祭を成功に収め、小澤の名声は全米に知れ渡る。シカゴ交響楽団とはRCAレーベル、EMIレーベルに複数の録音を残した。日本人指揮者が海外の一流オーケストラを指揮して海外の一流レコード会社からクラシック音楽録音を海外市場向けに複数発売したことは画期的な出来事であった。
1964年からはトロント交響楽団の指揮者に就任し1968年まで務める。1966年にウィーン・フィルハーモニー管弦楽団を初指揮。
この時期は作曲家の武満徹と親交を大きく持ち、深い友情関係を築いた。武満の死後も武満作品を演奏する機会が多かった。

### 1970年代
1970年にはタングルウッド音楽祭の音楽監督に就任。同年サンフランシスコ交響楽団の音楽監督に就任し1976年まで務めた。
1972年には、フジサンケイグループによる突然の日本フィルハーモニー交響楽団の解散後、楽員による自主運営のオーケストラとして新日本フィルハーモニー交響楽団を創立。小澤は指揮者として中心的な役割を果たし、1991年に名誉芸術監督に就任、1999年9月から桂冠名誉指揮者となっている。1972年に日本芸術院賞を受賞している。
1973年、38歳のとき、前出のニューヨーク・フィルおよびシカゴ響と共にアメリカ五大オーケストラの一つに数えられるボストン交響楽団の音楽監督（第13代）に就任。当初はドイツグラモフォンとの契約でラヴェルのオーケストラ曲集、ベルリオーズのオーケストラ曲集など、ミュンシュの衣鉢を継ぐフランス音楽の録音を続けた。その後グスタフ・マーラーの交響曲全集（『大地の歌』を除く）など、フィリップスへの録音を行った。日本のクラシックファンにとっては、日本人指揮者の演奏をアメリカから逆輸入する形で聴くこととなり、また日本人指揮者の演奏が国際的に有名なレーベルから発売されるのは初めてであった。またボストンでの活動が進むにつれウィーン・フィル、ベルリン・フィルハーモニー管弦楽団をはじめとするヨーロッパのオーケストラへの出演も多くなる。
ボストン交響楽団の音楽監督は2002年まで務めたが、一人の指揮者が30年近くにわたり同じオーケストラの音楽監督を務めたのは極めて珍しいことといわれる。その30年近くに及ぶ音楽監督期間中、少なくとも1978年3月、1981年秋、1986年、1989年にはボストン響を率いて来日し、日本公演を実施したほか、1979年3月には中国でも同楽団を率いての公演を行っている。
タングルウッドには、小澤征爾の功績を記念して日本の電気メーカーNEC、ソニー元社長の大賀典雄などの援助により“SEIJI OZAWA HALL”が建設された。
なお、アメリカを本拠にしての音楽活動が長かったため、アメリカ国内及び海外のマスコミでは「小澤征爾は日系アメリカ人（Japanese-American）」と記述する例もある。

### 1980年代
1984年9月、恩師である齋藤秀雄の没後10年を偲び、小澤と秋山和慶の呼びかけにより、世界中から齋藤の門下生100名以上が集まり、齋藤秀雄メモリアルコンサートを東京と大阪にて開催。このコンサートが後のサイトウ・キネン・オーケストラ結成のきっかけとなる。1987年に第1回ヨーロッパ楽旅を行い、ウィーン、ベルリン、ロンドン、パリ、フランクフルトにて成功を収める。1992年からはサイトウ・キネン・オーケストラの音楽監督として活動を開始。このオーケストラでもフィリップスへの録音を多く行っており、今までにベートーヴェン、ブラームスの交響曲全集などを完成させている。

### 1990年代
1990年、吉田秀和に招かれ、水戸市に創設された水戸芸術館の専属楽団である水戸室内管弦楽団の音楽顧問・指揮者に就任。メンバーはサイトウ・キネン・オーケストラから小澤がセレクトした。
1992年にベルリン・フィルから、楽団に功績のあった人物に贈られるハンス・フォン・ビューロー メダルを授与された。
1998年2月、長野オリンピック音楽監督を務め、世界の国歌を新日本フィルハーモニー交響楽団と録音。長野オリンピック開会式では、小澤指揮によるベートーベン第九を演奏。開会式会場と世界5大陸の都市（北京、ニューヨーク、シドニー、ベルリン、ケープタウン）を衛星中継で結び、歓喜の歌を世界同時合唱で結ぶ。同年、フランス政府からレジオンドヌール勲章（シュヴァリエ）を受賞。
1998年6月には水戸室内管弦楽団を率いて楽団初のヨーロッパツアーを行う。「ウィーン芸術週間」「フィレンツェ五月音楽祭」「ルートヴィヒスブルク音楽祭」等から招待を受け、ハンブルク、チューリヒ、ウィーン、ルートヴィヒスブルク、フィレンツェの5都市で賞賛を得る。
1999年、小沢征爾とサイトウ・キネン・フェスティバル松本実行委員会が、第47回菊池寛賞を受賞した。

### 2000年代
2001年3月、水戸室内管弦楽団と第2回ヨーロッパ公演。フィレンツェ、ミラノ、ウィーン、パリ、ミュンヘンの各地から招聘を受け公演を行い、評価を高めた。
2002年1月、日本人指揮者として初めてウィーン・フィルニューイヤーコンサートを指揮。このコンサートは世界同時生中継され、CDの売り上げ枚数は100万枚を超えた。2002年シーズンにウィーン国立歌劇場音楽監督に就任。
2005年暮れに体調を崩し、同年12月に白内障の手術を受けた。
2006年1月半ばには、東京都内の病院で帯状疱疹、慢性上顎洞炎、角膜炎と診断され、通院しながら静養していた。2006年1月27日にアン・デア・ウィーン劇場で上演される予定であったモーツァルトの歌劇『イドメネオ』の指揮はキャンセルされた。
2006年2月1日、ウィーン国立歌劇場音楽監督としての活動を一時休止。東京のオペラの森で指揮予定であったヴェルディ『オテロ』の公演もキャンセルすると発表した。
2006年6月、スイス西部モントルー近郊ブロネで開催された「スイス国際音楽アカデミー（英: Seiji Ozawa International Academy Switzerland）」にて指揮活動を再開。また、7月20日には「小澤征爾音楽塾オペラ・プロジェクトVII」愛知県芸術劇場コンサートホール公演にてマーラーの交響曲第2番『復活』を指揮し、日本国内での指揮活動を再開した。2006年度のサイトウ・キネン・フェスティバル松本、2007年4月にベルリン・フィルを指揮をしている。
2007年、ウィーン国立歌劇場総監督ホーレンダーの2010年勇退に伴い、音楽監督小澤征爾の同時退任が発表された。2010年シーズンからの総監督はドミニク・マイヤー、音楽監督は、ウェルザー＝メストの就任が発表された。
2008年、世界の音楽界に多大な影響を与えたことや、若手音楽家育成に尽力した功績が認められ、文化勲章を受章した。
2010年1月、人間ドックの検査で食道癌が見つかり治療に専念するために、同年6月までの活動を全てキャンセルすることを発表した。食道全摘出手術を受け、同年8月に復帰。同年開催のサイトウ・キネン・フェスティバル松本は一部プログラムで代役を立て総監督として出演。

### 2010年代
2010年11月、ウィーン・フィルハーモニー管弦楽団により、名誉団員の称号を贈呈された。
2011年1月、悪化した腰の手術を受ける。
2012年3月7日、体力回復のため、1年間の指揮活動の中止を発表。
2012年8月31日、『小澤征爾さんと、音楽について話をする』（村上春樹との共著、新潮社）で小林秀雄賞受賞。
2013年4月1日、前年死去した吉田秀和の後任として水戸芸術館の2代目館長に就任。
2014年8月4日　長野県松本市の音楽祭「サイトウ・キネン・フェスティバル松本（SKF）」が翌2015年から、小澤征爾の名を冠した「セイジ・オザワ松本フェスティバル」に生まれ変わることになったことを、実行委員会が東京都内で記者会見して明らかにした。
2015年7月、ケネディ・センター名誉賞を受賞。日本人では初の受賞となる。
同年8月、セイジ・オザワ松本フェスティバル開催。腰椎棘突起および横突起骨折により、ベルリオーズ・オペラ『ベアトリスとベネディクト』を降板。長野県名誉県民栄誉賞の第1号を受賞。
2016年2月、自らが指揮する歌劇『こどもと魔法』（ラヴェル作曲）を収めるアルバムが第58回グラミー賞最優秀オペラ録音賞を受賞した。
2016年3月、成城大学初となる名誉博士号を贈呈された。記念式典ではサイトウ・キネン・オーケストラや水戸室内管弦楽団メンバー、成城学園にゆかりのアーティスト達が集結し、『S.オザワ祝典アンサンブル』を結成した。
2016年4月、ベルリン・フィルハーモニー管弦楽団により、名誉団員の称号を贈呈された。
2016年10月、名誉都民に顕彰される。2016 GQ Men of the Yearを受賞。
2018年12月5日、サントリーホールで行われたドイツ・グラモフォン創立120周年　スペシャル・ガラ・コンサートにて、サン＝サーンス　序奏とロンド・カプリチオーソ　イ短調　作品28を指揮。
（ヴァイオリン：アンネ＝ゾフィー・ムター）。
2019年8月18日、セイジ・オザワ 松本フェスティバルのふれあいコンサートIのアンコールでサプライズ出演し、小澤征爾スイス国際アカデミーを中心としたメンバーによるベートーヴェンの弦楽四重奏曲第16番ヘ長調の第三楽章(弦楽合奏版)を指揮した。同フェスティバルの有料公演での指揮はこの演奏が最後となった。

### 2020年代
2022年11月23日、キッセイ文化ホール（長野県松本文化会館）においてサイトウ・キネン・オーケストラ（SKO）を4年ぶりに指揮した。演奏ではそのとき、国際宇宙ステーション（ISS）「きぼう」でミッションにあたる宇宙飛行士の若田光一に向けて、ベートーヴェンの「エグモント序曲」のライブ配信が行われた。宇宙へのオーケストラ演奏のライブ配信は史上初であった。なお、直後の同月25日・26日に行われたセイジ・オザワ 松本フェスティバル（旧称: サイトウ・キネン・フェスティバル松本）30周年記念特別公演の指揮はアンドリス・ネルソンスが行った（25日公演のカーテンコールの際、車椅子に乗った小澤が登壇した）。
2023年9月2日、セイジ・オザワ 松本フェスティバルにおいて、親交のあるジョン・ウィリアムズ がゲスト指揮者として登壇した公演のカーテンコールに登場した。公の場に姿を現したのはこれが最後となった。
2024年1月23日、元妻である江戸京子が死去。
2024年2月6日、東京都内の自宅で心不全のため88歳で死去。訃報は9日に所属事務所から報じられた。
2024年2月6日、ボストン交響楽団は小澤を追悼し
と始まる長文で哀悼の意を公式サイトのトップおよび特集ページに掲載。一部抜粋「親切で思慮深い人道主義者、指揮台でのバレエのような優雅さと天才的な記憶力を兼ね備えた音楽の天才」「セイジは世界中のファンにとって、これらすべて、そしてそれ以上の存在だった。彼の遺産は、私たちの集団的、個人的な多くの思い出と、彼の忘れがたい録音を通して生き続けています。マエストロ・オザワのご家族、ご友人、そしてクラシック音楽界に深い哀悼の意を表します」と称え、偲んだ。ほかにもベルリン・フィルハーモニー管弦楽団、ウィーン・フィルハーモニー管弦楽団、ニューヨーク・フィルハーモニック、シカゴ交響楽団や国内のオーケストラなど、世界中のオーケストラから追悼の声明が寄せられ、ジョン・ウィリアムズやヨーヨー・マといった世界中の音楽家がメッセージを出した。音楽以外の分野からも、谷川俊太郎、横尾忠則、安藤忠雄、黒柳徹子、村上春樹らがコメントを出した。
訃報は国内外の多くのメディアで報じられ、ニューヨーク・タイムズやワシントン・ポスト、ガーディアンなどは長い追悼記事を出し、「東アジアのクラシック音楽家に対する偏見を払拭することに貢献した（ニューヨーク・タイムズ）」などと、その功績を讃えた。

## 受賞・栄典
- 1960年 クーセヴィツキー賞
- 1972年 日本芸術院賞
- 1975年 モービル音楽賞
- 1985年 朝日賞[56]
- 1987年 国際文化デザイン大賞
- 1989年 山ノ内町名誉町民[57][58]
- 1996年 松本市名誉市民[59]
- 1998年 仏レジオンドヌール勲章シュヴァリエ
- 2000年 米国ハーバード大学名誉博士号
- 2001年 文化功労者
- 2002年 オーストリア科学芸術一等名誉十字章（ドイツ語版、英語版）
- 2003年
  - 毎日芸術賞
  - サントリー音楽賞
- 2004年 仏ソルボンヌ大学名誉博士号
- 2006年 NHK放送文化賞
- 2008年
  - 日本国文化勲章
  - 仏レジオンドヌール勲章オフィシエ
  - 仏芸術アカデミー外国人会員
  - イタリア・プレミオ・ガリレオ2000財団金百合賞
- 2011年
  - 高松宮殿下記念世界文化賞
  - 渡邉暁雄音楽基金特別賞
- 2012年 小林秀雄賞
- 2014年 モンブラン国際文化賞
- 2015年
  - ケネディ・センター名誉賞
  - 長野県県民栄誉賞
- 2016年
  - グラミー賞
  - 東京都名誉都民
  - 成城大学名誉博士号
  - 第11回GQ Men of the Year
- 2019年 市川三郷町名誉町民[60]
- 2022年 日本芸術院会員
- 2024年 山ノ内町永世名誉町民[61]
  - 第66回日本レコード大賞特別功労賞

## 親族

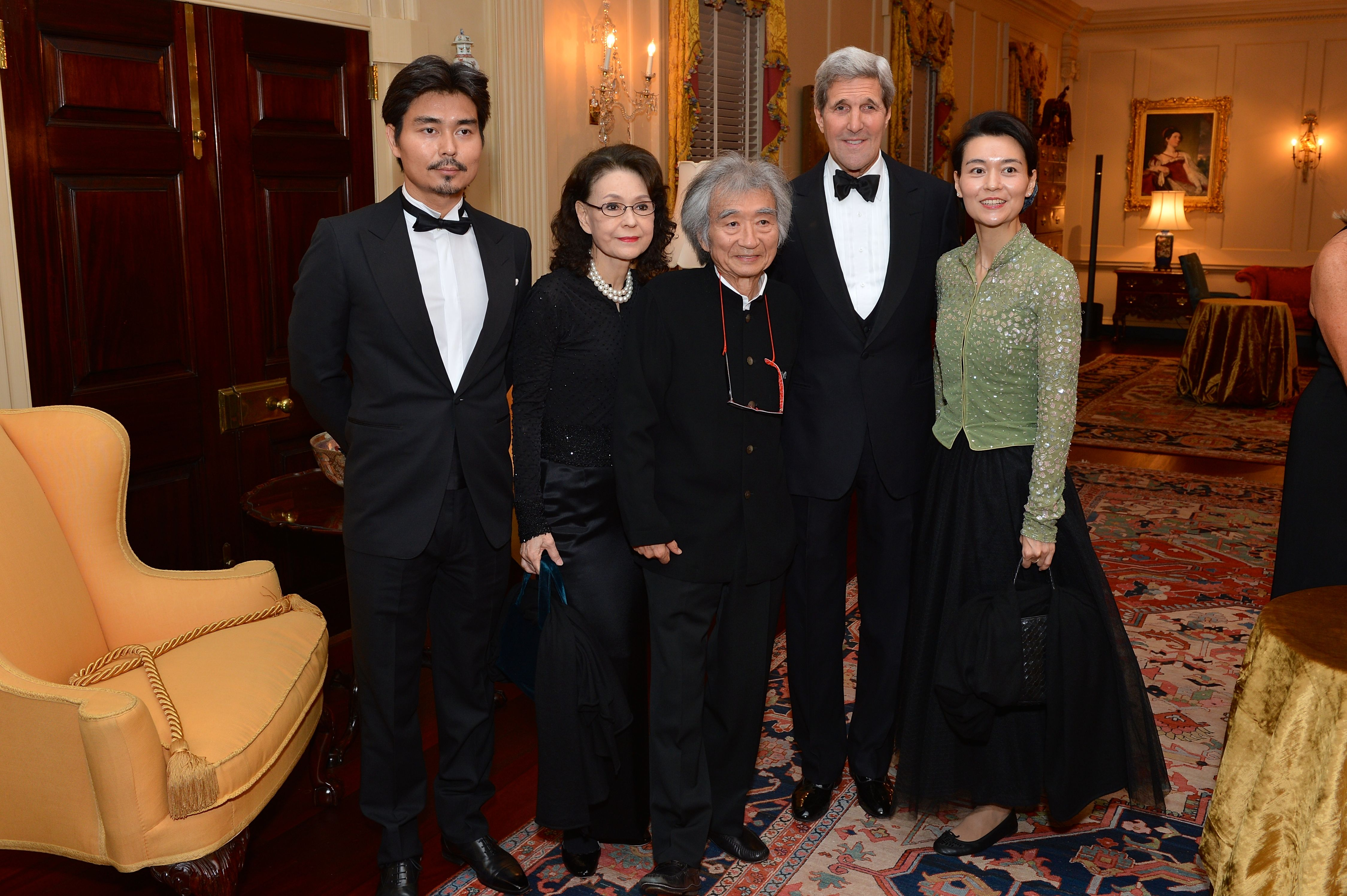
2015年、左から征悦（長男）、入江美樹（妻）、本人、ジョン・F・ケリー、征良（長女）

1962年、井上靖の仲人により、三井不動産社長江戸英雄の娘でピアニストの江戸京子と結婚。京子とは桐朋女子高校の第一期生同士であり、当時から小澤は江戸家に入り浸りだったが、留学先のパリで再会し、結婚に至ったものである。ただし英雄は「娘は強い性格で個性が強烈」との理由により、この結婚に最初から反対していた。結局、二人は1966年に離婚したが、その原因について江戸京子は「ピアニストとして練習するにしても、自分が弾きたい時に弾けませんしね。主人が練習に疲れて家に帰って来て、もう音は聞きたくないという。その気持もわかりますしね。それで議論になると、結局は"オレが稼いでいるんだから、オレの意見を尊重しろ"ということで押し切られてしまう。いちばん単純な議論でやって来るんです。それなら、自分が経済力を持てば納得のいく生活が出来るんじゃないかと──」と語っている。このほか、コンクール優勝後にスターとなった小澤が銀座のバーのマダムやモデルの入江美樹（後述）と浮名を流したのも離婚の一因だったと報じられた。また、小澤は留学前に岳父の江戸英雄から約20万円（一説によると50万円）の経済的援助を受けていた。このため、京子との離婚については、桐朋学園の関係者から「デビューまでは江戸家に経済的な負担をかけておきながら、目的を達したらサヨナラ」との非難も浴びた。小澤がN響と契約したのは江戸京子との婚約中であり、若い小澤がN響の常任指揮者に抜擢された背景には、江戸英雄の政治力があったとも報じられた。江戸英雄が自民党の有力者を通じてNHKに工作を行い、前田義徳（NHK専務理事、のち会長）を通じ、小澤をN響の指揮者に雇うよう命令したとの説を、毎日新聞記者であった原田三朗は紹介している。
1968年、白系ロシア人貴族の血を二分の一引くファッションモデル兼デザイナーで一時的に女優としても活動していた入江美樹（小澤・ベラ・イリーン）と再婚。美樹の母は料理研究家の入江麻木。美樹との間に生まれた娘の小澤征良はエッセイスト。同じく、息子の小澤征悦は俳優。NHKアナウンサーの桑子真帆は征悦の妻。またミュージシャンの小沢健二は甥にあたる。兄で健二の父・小澤俊夫は「小澤昔ばなし研究所」を主宰する口承文芸学者で筑波大学名誉教授。弟の小澤幹雄は俳優でテレビ・リポーターである。
甥の小沢健二を通じて、首相経験者の芦田均、松方正義、山本権兵衛、実業家の岩崎弥太郎・弥之助兄弟、政治家の後藤象二郎、医師の緒方洪庵、その弟子の福沢諭吉らと親戚関係にある。(詳細は松方正義の項参照)
指揮者齋藤秀雄の母方の祖母である前島久（ひさ。旧姓大津）は、小澤の母方の曽祖父である大津義一郎の実妹であり、小澤は「僕は先生の弟子というより近かったわけです。親類だったからね」と発言している。

## NHK交響楽団との関係

### N響事件

#### 軋轢に至る経緯
小澤征爾とNHK交響楽団（N響）が初めて顔を合わせたのは、1961年7月の杉並公会堂における放送録音であった。翌1962年には、半年間「客演指揮者」として契約。当初は6月の定期演奏会を含めた夏の間だけの契約予定だったが、秋の定期演奏会を指揮する予定だったラファエル・クーベリックが出演をキャンセルしたため、12月まで契約期間が延長された。7月4日にはオリヴィエ・メシアンのトゥーランガリラ交響曲日本初演を指揮するなど小澤とN響の関係は順調に推移しているように思われたが、10月2日の香港を皮切りとするシンガポール・マレーシア・フィリピン・沖縄への演奏旅行でN響と小澤の間に感情的な軋轢が生じ、11月の第434回定期公演の出来ばえが新聞に酷評された直後、11月16日にN響の演奏委員会が「今後小澤氏の指揮する演奏会、録音演奏には一切協力しない」と表明。小澤とNHKは折衝を重ねたが折り合わず、N響の理事は小澤を「あんにゃろう」と罵り、N響は小澤に内容証明を送りつけ、小澤も1962年12月18日、NHKを契約不履行と名誉毀損で訴える事態となった。このため、12月20日、第435回定期公演と年末恒例の「第九」公演の中止が発表された。

#### マニラ公演の失敗
このトラブルの原因について、小澤が遅刻を繰り返したためという説を八田利一が述べている。原田三朗もまた、小澤が「ぼくは朝が弱い」と称して遅刻を繰り返し、しかもそのことを他人のせいにして謝罪しなかったのがN響から反感を買った一因だったと述べている。東南アジア演奏旅行における小澤はホテルのバーで朝の6時半まで飲み明かした状態で本番に臨み、マニラ公演で振り間違いを犯して演奏を混乱させ、コンサートマスターの海野義雄が小澤に敵対心を持ったため、或いは「38度の熱があった」「副指揮者が来なかったせいだ」ともいわれる。これについて、小澤は
としている。「一説によると美男子で鳴るコンサートマスター（海野）が、小澤が現れてからファンレターがめっきりへったため、アタマに来てアジったということだ」との報道もあった。

#### 紛争の原因
後年、1984年の齋藤秀雄メモリアルコンサートを追ったアメリカのテレビドキュメンタリー（2007年9月にサイトウ・キネン・フェスティバルの企画として、NHKで放送された）で、小澤はこの事件の背景について「僕の指揮者としてのスタイルはアメリカ的で、いちいち団員に指図するやり方だった。でも日本での指揮者に対する概念はそうではない。黙って全体を把握するのが指揮者だ。この違いに加えて僕は若造だった」との趣旨の発言で振り返っている。しかし原田三朗はこの見解を否定し、
と述べている。

#### 社会問題に発展
この事件はN響にとどまらず政財界を巻き込む社会問題に発展し、青柳正美、秋山邦晴、浅利慶太、安倍寧、有坂愛彦、一柳慧、石原慎太郎、井上靖、大江健三郎、梶山季之、曽野綾子、高橋義孝、武満徹、谷川俊太郎、團伊玖磨、中島健蔵、黛敏郎、三島由紀夫、村野藤吾、山本健吉、由起しげ子が「小澤征爾の音楽を聴く会」を結成し、NHKとN響に質問書を提出すると共に、芥川也寸志・武満徹・小倉朗といった若手音楽家約10名が事件の真相調査に乗り出した。小澤は活動の場を日本フィルに移し、翌1963年1月15日、日比谷公会堂における「小澤征爾の音楽を聴く会」の音楽会で指揮。三島由紀夫は『朝日新聞』翌1月16日付朝刊に「熱狂にこたえる道―小沢征爾の音楽をきいて」という一文を発表し、
と、小澤を擁護した。

#### 和解の成立
結局、1月17日に黛敏郎らの斡旋により、NHK副理事の阿部真之助と小澤が会談し、これをもって一応の和解が成立した。しかし「あの時は『もう俺は日本で音楽をするのはやめよう』と思った」（先のドキュメンタリーでの発言）ほどのショックを受けた小澤が次にN響の指揮台に立つのは32年3ヶ月後、1995年1月のことであった。小澤は後年、N響とのトラブルが刺激になってよく勉強したとも述懐している。

### 32年ぶりの共演
1995年1月23日、サントリーホールにおいて小澤とN響は32年ぶりに共演を果たした。このコンサートは、日本オーケストラ連盟主催による、身体の故障で演奏活動が出来ないオーケストラ楽員のための慈善演奏会であり、ムスティスラフ・ロストロポーヴィチをソリストに迎え、以下の曲目を演奏した。
- J. S. バッハ：『G線上のアリア』（阪神・淡路大震災犠牲者追悼）
- バルトーク：管弦楽のための協奏曲
- ドヴォルザーク：チェロ協奏曲
- J. S. バッハ：無伴奏チェロ組曲第2番サラバンド（阪神・淡路大震災犠牲者追悼。ロストロポーヴィチの独奏）

なお、小澤はこのコンサートを引き受けた理由として「ロストロポーヴィチから、いつまでもN響と喧嘩しているべきではないとたしなめられた」「（「小澤事件」を知る）昔の楽団員が退職したり亡くなったりしていなくなったから引き受けた」という趣旨の発言をしている。

### NHK音楽祭2005
2005年10月26日には、小澤とN響はNHK音楽祭で再び顔合わせをした。マーカス・ロバーツを共演者に迎え、「子供たちのためのコンサート」と銘打たれたこのコンサートの当初発表されていた曲目は、次のような1時間で収まるプログラムであった。
- ベートーヴェン：交響曲第5番より
- ガーシュウィン：ラプソディ・イン・ブルー

しかし、打ち合わせが山場を越えた段階になっても、どういう曲目にするかは第5番以外は決まっていなかったようである。最終的には「『ラプソディ・イン・ブルー』は、よりジャズ的な要素が強いが内容は難解なピアノ協奏曲ヘ調に差し替えられ、それに伴って出演者もマーカス・ロバーツ単身ではなく、トリオそろっての来日となった。またNHKが千住明に依頼していたNHK放送80周年記念の委嘱作品『日本交響詩』の初演の場を探していたこともあり、結局以下のような2時間を超えるか超えないかという、「子供向け」にしては盛り沢山なプログラムになった。
- ベートーヴェン：交響曲第5番（全楽章）
- ガーシュウィン：ピアノ協奏曲 ヘ調
- 千住明：『日本交響詩』

コンサートは小澤が時々演奏を止めて曲の解説をするスタイルであり、コンサートの最後は『さくらさくら』の大合唱で締めくくられた。

## 著書

### 単著
- 『ボクの音楽武者修行』音楽之友社、1962年。／新潮文庫、2002年。ISBN 4-10-1228-01-9
- 『小澤征爾　指揮者を語る：音楽と表現』（有働由美子・インタビュー、100年インタビュー制作班編）PHP研究所、2012年。ISBN　978-4-569-78224-9
- 『おわらない音楽』日本経済新聞出版社〈私の履歴書〉、2014年。ISBN　978-4-532-16933-6

### 共著・対談
- 『やわらかな心をもつ：ぼくたちふたりの運・鈍・根』（広中平祐との対談）創世紀、1977年。／ 新潮文庫、1984年。ISBN　978-4-10-122804-4
- 『小沢征爾：対談と写真』（小沢幹雄編・木之下晃写真）ぎょうせい、1980年。／新潮文庫、1982年。ISBN　978-4-10-122802-0
- 『音楽』（武満徹共著）新潮社、1981年。／新潮文庫、1984年。ISBN　978-4-10-122803-7
- 『同じ年に生まれて：音楽、文学が僕らをつくった』（大江健三郎共著）中央公論新社、2001年。／中公文庫、2004年。ISBN　978-4-12-204317-6
- 『理想の室内オーケストラとは!：水戸室内管弦楽団での実験と成就』吉田秀和共著（諸石幸生・音楽之友社構成・編）音楽之友社、2002年。ISBN 978-4-276-21109-4
- 『谷川俊太郎が聞く武満徹の素顔』（語り手：小澤征爾・坂本龍一・恩地日出夫ほか）小学館、2006年。ISBN　978-4-09-387657-5
- 『小澤征爾さんと、音楽について話をする』（村上春樹共著）新潮社、2011年。／新潮文庫、2014年。ISBN　978-4-10-100166-1
- 『ピアノの巨人　豊増昇：「ベルリン・フィルとの初協演」「バッハ全曲連続演奏」』（小澤幹雄共編著）小澤昔ばなし研究所、2015年。ISBN　978-4-902875-72-0
- 『小澤征爾、兄弟と語る：音楽、人間、ほんとうのこと』（小澤俊夫・小澤幹雄共著）岩波書店、2022年。ISBN　978-4-00-061525-9

### 写真集
- 『素顔の小沢征爾　写真集』リンカーン・ラッセル撮影、キャロライン・スメドゥヴィク（wikidata）編、石井史子訳）ヤマハミュージックメディア、2000年。ISBN　978-4-636-20738-5
- 『小澤征爾』（大窪道治・写真）新潮社、2016年。ISBN　978-4-10-350211-1

## 主な録音
レーベルは発売当時のものである。
- ラヴェル管弦楽全集（ボストン交響楽団）（ドイツ・グラモフォン）
- マーラー交響曲全集（ボストン交響楽団）（フィリップス）
- ブラームス交響曲全集（サイトウ・キネン・オーケストラ）（フィリップス）
- ベートーヴェン交響曲全集（サイトウ・キネン・オーケストラ）（フィリップス）
- 春の祭典（シカゴ交響楽団）（RCA）
- カルメン全曲（フランス国立管弦楽団）（フィリップス）
- プロコフィエフ交響曲全集（ベルリン・フィルハーモニー管弦楽団）（ドイツ・グラモフォン）
- ドヴォルザーク交響曲第8番、交響曲第9番（ウィーン・フィルハーモニー管弦楽団）（フィリップス）

### ボックス・セット
- コンプリート RCA＆コロンビア・アルバム・コレクション (51 CD)
- Seiji Ozawa Anniversary 2010 (Decca, 11 CD)
- The Complete Deutsche Grammophon Recordings (50 CD)
- The Complete Warner Recordings (25 CD)
- 小澤征爾コレクション EMIレコーディングス (7 CD)
- The Philips Years (50 CD)
- German Masterworks (Decca, 15 CD)
- 小澤征爾70歳記念BOX (71 CD&DVD)
- ムター&小澤征爾 ドイツ・グラモフォン録音集 (10 CD)

## 初演記録

### 世界初演
世間が現代音楽を宣伝したおかげで、小澤も1980年代前半まではこの手の曲目をよく振った。また、邦人作曲家の作品も積極的に振った。特に盟友であった武満徹の楽曲の初演は多く手がけた。（各曲の括弧内は初演時のオーケストラ。)
- 武満徹『リング』
- 武満徹『弧(アーク)』第1部 第2楽章（読響）
- 武満徹『ノヴェンバー・ステップス』（NYP）
- 武満徹『アステリズム』（TSO）
- 武満徹『クロッシング』（日フィル）
- 武満徹『カシオペア』（CSO）
- 武満徹『秋』（NJP）
- 武満徹『カトレーン』（NJP）
- 武満徹『夢窓』（京響）
- 武満徹『For Lenny’s Birthday』（BSO）
- 武満徹『フロム・ミー・フローズ・ホワット・ユー・コール・タイム』（BSO）
- 武満徹『セレモニアル』（SKO）
- 武満徹『2つのシネ・パストラル』（NJP）
- 高橋悠治『オルフィカ』（日フィル）
- 篠原眞『ヴィジョンⅡ』（日フィル）
- 石井真木『遭遇第2番』（日フィル）
- 一柳慧『アップ･トゥ･デイト･アプローズ』 (武満徹と２人で指揮。)（日フィル）
- 黛敏郎『交響詩 輪廻(さむらーら)』（N響）
- 千住明『日本交響詩』（N響）
- シュニトケ『チェロ協奏曲第2番』（LSO）
- デュティユー『時の影』（BSO）
- デュティユー『時の大時計』（SKO）
- ロジャー・セッションズ『管弦楽のための協奏曲（英語版）』（BSO）
- ピーター・リーバーソン（英語版）『ピアノ協奏曲第1番（英語版）』 （BSO）
- ジョージ・ウォーカー（英語版）『ライラックス（英語版）』（BSO）
- ピーター・マックスウェル・デイヴィス『交響曲第2番（英語版）』（BSO）
- ハンス・ヴェルナー・ヘンツェ『交響曲第8番（英語版）』（BSO）
- ジョン・コリリアーノ『交響曲第2番（英語版）』（BSO）
- オットー・ヨアヒム（英語版）『コントラスツ』（CSO）
- ガンサー・シュラー『レチタティーヴォとロンド』（CSO）
- ルーカス・フォス『バロック変奏曲』（CSO）
- エルンスト・クルシェネク『遠景』（CSO）
- ウィリアム・ルッソ（英語版）『ブルース・バンドとシンフォニー・オーケストラのための3つの小品（英語版）』（CSO）
- アラン・スタウト（英語版）『交響曲第2番』（CSO）
- エリオット・カーター『ファゴット協奏曲』（CSO）
- アラン・ホヴァネス『日本の版画による幻想曲』（CSO）
- クシシュトフ・ペンデレツキ『ラルゴ』（VPO）
- レイモンド・マリー・シェーファー『香を聴く』（京響）
- ジェルジ・リゲティ『サンフランシスコ・ポリフォニー』（SFS）
- オリヴィエ・メシアン『アッシジの聖フランチェスコ』（パリ・オペラ座）
- アンジェイ・パヌフニク『交響曲第8番』（BSO）
- レナード・バーンスタイン『ディヴェルティメント（英語版）』（BSO）
- トリスタン・ミュライユ 『シヤージュ（wikidata）』（京響[84]）

### 日本初演
日本フィルハーモニー交響楽団、読売日本交響楽団、NHK交響楽団などと数々の日本初演も手がけている。

#### NHK交響楽団との日本初演
- オリヴィエ・メシアン『トゥーランガリラ交響曲』

#### 読売日本交響楽団との日本初演
- ジェルジュ・リゲティ『アトモスフェール』
- ヤニス・クセナキス『戦術』　（若杉弘と２人で指揮）

#### 日フィルとの日本初演
- ハイドン『交響曲第47番』
- ベルリオーズ『死者のための大ミサ曲』
- ベルリオーズ『テ・デウム』
- ベルリオーズ『レリオ、あるいは生への復帰』
- ストラヴィンスキー『火の鳥』 (全曲演奏会初演)
- バーンスタイン『チチェスター詩篇（英語版）』
- バーンスタイン『交響曲第3番《カディッシュ》』

## 出演番組
- オーケストラがやって来た（TBS）
- 小沢征爾の世界（ニッポン放送）

## ドキュメンタリー
- マエストロ、マエストロ！カラヤン（1999年、フランス）
- ロストロポーヴィチ　人生の祭典（2006年、ロシア）
- ジャズ喫茶ベイシー　Swiftyの譚詩（2019年、アップリンク）

## エピソード
- 成城学園中学時代には音楽部に属し、のちのソニー会長出井伸之らとカルテットを組んでいた[85]。小澤はピアノ、出井はヴァイオリン担当であった[85]。以来、2人は仕事とプライベートの両面で生涯の友人となった[85]。
- 息子の征悦をして、「（幼い頃、早朝にトイレのために起きて）親父の勉強部屋の前を通ると、もう勉強してるんですよね。あまりに集中しすぎて、自分が横に立っても気づかないくらい」[86]とまで言われた。楽曲について予習をする際、白地の五線譜に自ら各パートを書き写している。
- そして、征悦は、あるとき、欧米において、自分のことは知らない人でも、父・征爾の名は殆どの人が知っていることに驚いたという。
- 1972年6月、日本芸術院会館で日本芸術院賞授賞式に出席した際、経営危機だった日本フィルについて「皇室が交響楽団のパトロンになってほしい」と昭和天皇に直訴したこともある[87]。
- ボストンレッドソックスファンで、ボストン在住時に本拠地フェンウェイパークに足しげく通っていたところ、MLB関係者から全球場にフリーパスで入れるメダルを授与された。その後2012年7月11日に同球団から親善大使に任命されている[88][89]。
- ユージン・オーマンディはカラヤン、バーンスタインの次代を継ぐ有望な指揮者として、若き日の小澤をアバド、メータ、マゼール、ケルテスとともに五指に数えていた[90]。
- 没した時点で、カラヤンと並びウィーンフィル・ニューイヤーコンサートを生涯で1度だけ指揮した指揮者となった。

## 小澤征爾役を演じた俳優
- 野村義男（『ボクの音楽武者修行』、1982年）

## CM出演
- 日本盲導犬協会「パートナーのいる幸せ」篇（2014年7月） - ACジャパン支援キャンペーンの一環として[91]。

### 報道資料
- 『読売新聞』2010年11月3日東京朝刊